# 虚拟经济 (游戏)
虚拟经济（Virtonomics）是一款独特的模拟经营类网页游戏。它同時是益智游戏、商业和经济策略模拟和经济学教学模拟。透過游戏，可以了解了许多企业管理的细微之处，也可以在游戏中赚现實的金钱。虚拟经济是多因素策略、广泛参考材料和管理虚拟企业发展的游戏。游戏是转基的，游戏情况转换時間为每天一次。

## 游戏
虚拟经济游戏的主要玩法是在激烈的竞争情况下建立成功商业。玩家有机会成为大亨，建立和发展自己公司，与成千上万的玩家竞争，征服新的市场，给公司提供财政和政治权力。为了达到这一点，玩家可以参与到贸易、生产、科研、自然资源开发、农业、货币市场贸易、人事管理、财务、营销、物流及其他业务流程等。控制时公司必须招聘并培训，建立销售和交货，监测竞争对手活动，提高产品质量，为了参加拍卖推销自己品牌，建立业务联盟等等。游戏基础是每个玩家注册游戏之后获得的虚拟金钱。玩家用金钱建立公司企业，支付费用和投资等等。为了公司的发展，玩家須给其他玩家销售产品并赚取金钱。游戏有20多个行业、约100种商品，而且这个名单还在不断增长。开辟了新国家、新行业，增加新的产品和生产类型。

## 历史
2004年俄罗斯开发人员成立虚拟经济原型，作为业余、非商业的项目好几年。 2006年项目改变。该游戏保持基本思想，但是发生了重大游戏和接口设计的变化，玩家获得了很多新的虚拟商业发展的机会。2006年12月11日为俄语玩家推出重新接口的游戏。2007年虚拟经济（Virtonomics）是承认最佳俄罗斯经济在线游戏的。2009年主要改善之后游戏进入全球市场。主要项目是商界人士、高中级经理、专家、经济系学生。虚拟经济提供两种游戏模式 —— 免费和订阅。目前有5个游戏世界：Vera （俄语）、Olga（俄语）、Mary（英语、法语）、Lien（英语、汉语）、Anna（英语、法语、汉语、俄语——订阅）。 
2009年虚拟经济实行很多基本创新：
- 2009年1月虚拟经济切换到多服务器模式。
- 2009年5月游戏翻译成英语。
- 2009年7月游戏有新的新手诉求以他们简单教学并进入游戏。
- 2009年8月游戏翻译成中文（“Lien”游戏世界）。
- 2009年9月调试第二种选择游戏（订阅游戏）的商业模式，并对喜欢的游戏模式的玩家推出“Anna”独立的游戏服务器。
- 2009年11月游戏翻译成法语。
- 2009年11月游戏有新的拍卖抵押类型以及举行大规模的游戏平衡大规模改革。
- 2009年12月游戏翻译成德语和西班牙语。
- 2009年12月游戏给玩家一个赚取真正金钱的机制。玩家可以在游戏中获得VIRTs新的游戏货币，用VIRTs参加各种游戏竞赛和招标并使用VIRTs在自己游戏，或给其他玩家出售，或转换为真实金钱或游戏正式经销商的利益。例如，玩家可以使用VIRT与金融经纪人开户交易账户。
- 2009年12月 虚拟经济集成Facebook

2009年一些大学和商业学校开始使用虚拟经济经营模拟为训练工具。
虚拟经济是主要的唯一的发展商（GamerFlot贸易有限公司）项目。也许这就是虚拟经济不断积极发展为质量的游戏和新的社区的额外服务并广告客户和合作伙伴扩大新的方向和机会。

## 社区
2009年底55万多个用户注册虚拟经济。大多玩家交流在虚拟经济论坛和聊天室里。游戏内部邮件有效。还有可选的游戏补充的背景材料的玩家自己写的独立网络资源，这就是游戏可能性。